# Heidenröslein
Das Heidenröslein (Originaltitel; das -n- ist ein Fugen-n) oder Heideröslein ist eines der volkstümlichsten Gedichte von Johann Wolfgang von Goethe. Es wird auch als Volkslied gesungen und wurde von vielen Komponisten vertont, darunter Franz Schubert.

## Entstehung
Das Gedicht basiert auf dem Lied Sie gleicht wohl einem Rosenstock, dessen Text 1602 in der Sammlung Weltlicher züchtiger Lieder und Rheymen des Paul von der Aelst erschienen war. Die Ähnlichkeit beschränkt sich jedoch überwiegend auf Formales: In ihm kommen bereits ähnliche Motive vor: Sie blühet wie ein Röselein […]. Der die Röslein wird brechen ab, das wird wohl tun ein junger Knab. Mehrfach findet sich hier auch die Wendung Röslein auf der Heiden. Dass Goethe dieses Lied kannte, ist nicht belegt. Er verfasste seinen Text während seines Studienaufenthaltes in Straßburg um 1770. Zu dieser Zeit hatte der 21-Jährige eine kurze, aber heftige Liebschaft mit der elsässischen Pfarrerstochter Friederike Brion, an die auch das Gedicht gerichtet war. Gemeinsam mit anderen an Friederike gerichteten Gedichten und Liedern (Mailied u. a.) wird das Heidenröslein zur Gruppe der Sesenheimer Lieder gezählt.
Ein vom Motiv her sehr ähnliches Gedicht verfasste Johann Gottfried Herder, den Goethe zur gleichen Zeit in Straßburg kennengelernt hatte. Herders Die Blüthe nutzt die Konstellation Pflanze – Knabe für ein moralisierendes Exempel:
Knabe, Knabe laß es stehn / das Knöspgen süßer Düfte. / Jedoch der wilde Knabe brach / die Blüte von dem Baume, […] Brich nicht o Knabe nicht zu früh / die Hoffnung süßer Blüte. / Denn bald ach bald verwelket sie / und dann siehst du nirgends nie / die Frucht von deiner Blüte. / Traurig, traurig suchst du sie / zu spät, so Frucht als Blüte.
Ein dem Heidenröslein ähnlicheres Gedicht findet sich ebenfalls bei Herder, der es aber nicht selbst gedichtet hat, sondern als Sammler von Volksliedern mit der Bemerkung, es handele sich um „ein kindisches Fabelliedchen“, 1773 in Von Deutscher Art und Kunst. Einige fliegende Blätter „nur aus dem Gedächtnis“ wiedergibt. Herder nahm das Lied auch 1779 in den zweiten Band seiner Volkslieder (ab der zweiten Ausgabe von 1807 unter dem Titel Stimmen der Völker in Liedern veröffentlicht) auf. Als Quellenhinweis steht im Inhaltsverzeichnis der Vermerk „aus der mündlichen Sage“. Den auffälligsten Unterschied zum späteren Heidenröslein bringt die letzte Strophe, in welcher der Knabe die Oberhand behält:
Das Röslein wehrte sich und stach. / Aber er vergaß darnach / Beim Genuß das Leiden.
Da Goethe sein Gedicht erstmals 1789 veröffentlichte, ist der Bezug zwischen den Fassungen Goethes und Herders unklar.

## Text und Interpretation
(nach der Ausgabe letzter Hand 1827)
   Sah ein Knab’ ein Röslein stehn,

Röslein auf der Heiden,

War so jung und morgenschön,

Lief er schnell es nah zu sehn,

Sah’s mit vielen Freuden.

Röslein, Röslein, Röslein roth,

Röslein auf der Heiden.

   Knabe sprach: ich breche dich,

Röslein auf der Heiden!

Röslein sprach: ich steche dich,

Daß du ewig denkst an mich,

Und ich will’s nicht leiden.

Röslein, Röslein, Röslein roth,

Röslein auf der Heiden.

   Und der wilde Knabe brach

’s Röslein auf der Heiden;

Röslein wehrte sich und stach,

Half ihm doch kein Weh und Ach,

Mußt’ es eben leiden.

Röslein, Röslein, Röslein roth,

Röslein auf der Heiden.
Die geläufigste Interpretation des Gedichtes ist die eines sexuellen Übergriffes, also der Vergewaltigung eines jungen Mädchens durch einen jungen Mann. Die Rose steht hierbei für das Mädchen, das sich gegen den Übergriff des Täters vergeblich wehrt. („Half ihm doch kein Weh und Ach, musst' es eben leiden.“) Das Gedicht umschreibt also metaphorisch eine Vergewaltigung.

## Vertonungen

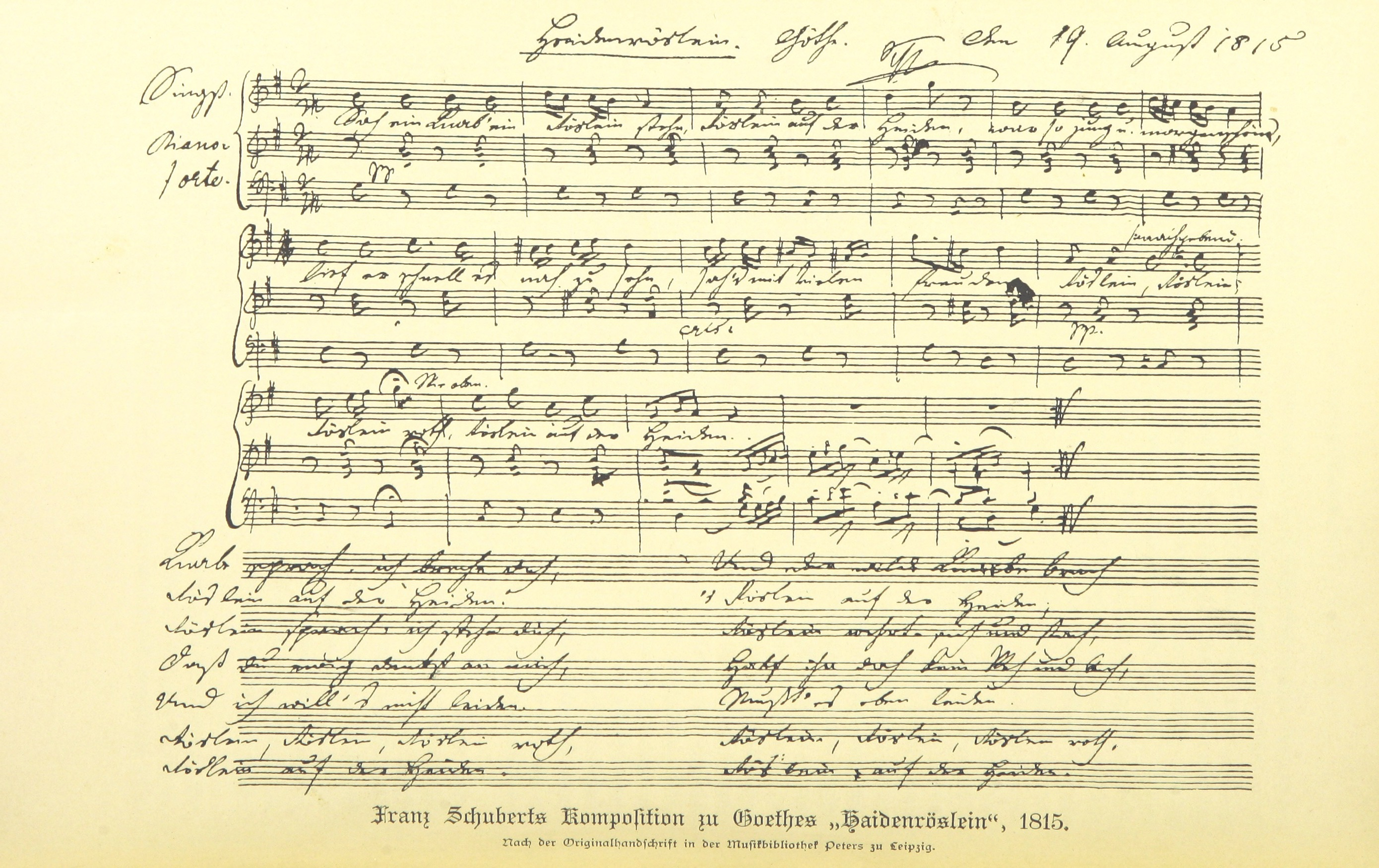
Franz Schuberts Komposition zu Goethes Heidenröslein, 1815

Das Heidenröslein hat drei Strophen zu je sieben Versen in vierhebigen Trochäen, wobei sich die letzten beiden Verse liedtypisch in jeder Strophe wiederholen. Bei fast allen musikalischen Vertonungen des Gedichts sind Melodie und Begleitung der drei Strophen gleich, weswegen man das vertonte Heidenröslein zu den Strophenliedern zählt.
Der Komponist Franz Schubert komponierte am 19. August 1815 das Kunstlied Heidenröslein D 257. Er hat in seiner Vertonung dieses doppeldeutige Gedicht mit einem kleinen Nachspiel konzipiert; es ist neben Am Brunnen vor dem Tore das bekannteste Lied Schuberts.
Neben Schuberts Version gibt es sehr viele Melodien anderer Komponisten zu diesem Gedicht. Die populärste und noch heute als Volkslied sehr oft gesungene stammt von Heinrich Werner aus Kirchohmfeld. Am 20. Januar 1829 wurde seine Liedfassung im Konzert der Braunschweiger Liedertafel, die er als Dirigent leitete, zum ersten Mal vorgetragen.
Robert Schumann komponierte im Jahr 1840, in dem rund die Hälfte seines gesamten Liedschaffens entstand, eine Fassung für gemischten Chor op. 67,3. Auch Franz Lehár vertonte den Text in seiner Operette Friederike, die Goethes elsässische Jugendliebschaft zum Thema hat.
Weitere Vertonungen des Gedichtes stammen u. a. von Andreas Romberg (1793), Johann Friedrich Reichardt (1794, später bearbeitet von Johannes Brahms, WoO 31 Nr. 6, 1857), Hans Georg Nägeli (1795), Moritz Hauptmann (1840) und Niels Wilhelm Gade (1889).

## Adaptionen
Der Dichter Leberecht Dreves schrieb Anfang des 19. Jahrhunderts eine Parodie auf die vormärzlichen Zensurverhältnisse mit dem Titel Freiheitsbüchlein („Sah ein Fürst ein Büchlein stehen ...“), die nach Heinrich Werners Melodie zu Goethes Heidenröslein gesungen wurde.
Eufemia von Adlersfeld-Ballestrem hat 1880 einen Roman Haideröslein veröffentlicht, der auf das Lied vielfach Bezug nimmt.
1954 war ein Schlager unter dem Titel Heideröslein sehr populär, der das Thema des Gedichtes frei adaptiert. Ein Jäger pflückt hier eine Rose und schenkt diese einem vorbeigehenden Mädchen. Im Refrain wird davor gewarnt, dass der Jäger als Erwiderung für die Rose das Herz der jungen Frau begehrt. Der Text wurde von Walter Rothenburg verfasst, die Melodie schrieb Gerhard Winkler. Besondere Popularität erlangte die Aufnahme von Friedel Hensch und den Cyprys, die in der Hitparade der Zeitschrift Automatenmarkt die Nr. 1 erreichte.
Die New Yorker Sängerin Helen Schneider sang das Lied 1978 in der Fernsehsendung Bios Bahnhof. Die deutsche Rockband Rammstein thematisiert im Lied Rosenrot das Gedicht Heidenröslein und lehnt sich an manchen Stellen eng an dieses an. Im Unterschied zum Original – so lautet eine der möglichen Interpretationen – genießt die Frau die Hingabe und die Bemühungen des Mannes, während dieser beim Scheitern große Schmerzen erleiden muss.
Die japanische Sängerin Shiina Ringo veröffentlichte das Heideröslein – von ihr auf Deutsch gesungen – auf ihrem Album Utaite Myouri im Jahr 2002.
Eine weitere recht eigenwillige Interpretation im Boogie-Woogie-Stil findet sich auf dem Album ich denke also sing ich – unterwegs von Bodo Wartke. Der Hamburger Musiker Achim Reichel veröffentlichte 2006 auf seinem Album Volxlieder eine Fassung des Liedes unter dem Titel Röslein auf der Heiden, musikalisch angeregt von Heinrich Werners Vertonung.
Die deutsche Sängerin Cristin Claas veröffentlichte das Lied Röslein auf dem Album In the Shadow of Your Words im Jahr 2007. Die deutsche Mittelalter-Metal-Band Rabenschrey schrieb das Lied Röselein, das ebenso an Goethes Gedicht angelehnt ist.
Für die Serie Schatten der Mörder – Shadowplay coverte Herbert Grönemeyer 2020 das Lied in zwei Versionen.